# Héla Ammar
Pour les articles homonymes, voir Ammar.
Héla Ammar, née le 2 juin 1969 à Tunis, est une femme de lettres, avocate et photographe tunisienne.

## Biographie
Née en 1969, Héla Ammar se plie aux désirs de sa famille et fait des études de droit, une tradition familiale, jusqu'au doctorat. Cependant, elle étudie concomitamment la peinture pendant cinq ans dans l’atelier de Mahmoud Sehili, sans pour autant poursuivre dans cette voie,.
À 22 ans, elle se marie. Dans les années 2000, elle se réinvestit dans le domaine artistique, tout en enseignant le droit, mais choisit la photographie. Elle crée une série d’autoportraits où elle met également en scène son identité et la condition des femmes : « Dans le milieu artistique, on m’accusait d’enfoncer des portes ouvertes », explique-t-elle, « mais je voyais mes étudiantes se voiler et je m’interrogeais sur ce corps féminin non assumé ». Elle réalise ses premières expositions personnelles en 2003 à la galerie Mille Feuilles, à La Marsa, puis à la galerie La Marsa dans la ville éponyme, mais également des expositions collectives. En 2011, à la suite de la révolution tunisienne, elle participe avec d'autres photographes — Sophia Barak, Wissal Dargueche, Rania Dourai, Hichem Driss et Aziz Tnani — au projet de l'artiste JR, Artocratie – Inside Out Tunisia, réalisant une série de portraits de citoyens, affichés ensuite dans les lieux publics pour casser la tradition du portrait unique du président.
Par sa qualité de juriste, elle se voit associée à la Commission nationale d'investigation sur les dépassements et les violations (ar), présidée par Taoufik Bouderbala, dont l’objectif est d’enquêter sur les évènements dans la période de décembre 2010 à octobre 2011. Elle découvre à cette occasion l’univers carcéral. En 2012, elle participe à la dixième édition d'une foire tunisienne d’art contemporain, le Printemps des arts, dans la banlieue de Tunis, marquée cette année-là par l'irruption, le jour de la clôture, de salafistes demandant le retrait d’œuvres d'autres artistes, des créations jugées par eux blasphématoires : « Le risque de muselage des artistes et intellectuels existe », indique-t-elle,« et c’est dans cette mesure que nous avons tous le devoir de nous battre : pour la liberté d'expression mais aussi pour un modèle de société libre créative et tolérante »,. En 2013, elle est associée au lancement d'une édition en français du HuffPost pour le Maghreb.
En 2014, la série de photos Corridors, consacré à l’univers carcéral en Tunisie et déjà présenté en partie en 2012, marque également les esprits. Un livre est publié en 2015, accompagné d'une quinzaine de textes de témoignages de détenus,,,. Toujours en 2015, elle présente deux nouvelles séries photographiques, Hidden Portrait (Portrait caché) et Transe, qui reviennent sur le thème du corps de la femme, de son enfermement, et se jouent de l’orientalisme,. Avec un assemblage d’éléments d’archives et de photographies assorties de broderie de fil rouge, déjà présenté à la onzième édition des Rencontres africaines de la photographie de Bamako, elle participe à une exposition intitulée Traces, fragments d’une Tunisie contemporaine, au musée des Civilisations de l'Europe et de la Méditerranée à Marseille, avec Fakhri El Ghezal, Souad Mani et Zied Ben Romdhane. Les Rencontres internationales de la photo de Fès exposent sa série Hidden Portrait. En 2016, elle est invitée à la Biennale de Dakar et, en 2017, à la deuxième édition de la Biennale des photographes du monde arabe contemporain, consacrée plus spécifiquement à l’Algérie et à la Tunisie, et se déroulant dans différents lieux parisiens, notamment la Maison européenne de la photographie, à l’Institut du monde arabe et dans plusieurs galeries.